# Wereldbeker schaatsen 2007/2008 - Wereldbeker 6
De zesde Wereldbekerwedstrijd langebaanschaatsen in het seizoen 2007-2008 vond plaats op 25, 26 en 27 januari 2008 in het Vikingskipet in Hamar.
Tijdens deze wereldbekerwedstrijd werden er op alle verreden afstanden de baanrecords verbroken, behalve op de 1000 meter. Hierdoor is het Vikingskipet weer de snelste ijsbaan van Europa.
Er waren 28 persoonlijke records, waaronder nationale records voor Spanje (10.000m, Asier Peña Iturria: 14.35,06) en België (5000m, Nele Armée: 7.54,16).
| Programma                |                                                           |
| Datum                    | Onderdeel                                                 |
| vrijdag 25 januari 2008  | 1e 500m vrouwen 1e 500m mannen 1500m vrouwen              |
| zaterdag 26 januari 2008 | 2e 500m vrouwen 2e 500m mannen 5000m vrouwen 1500m mannen |
| zondag 27 januari 2008   | 1000 m vrouwen 1000m mannen 10.000m mannen                |

## Mannen

### 1e 500 meter
Jeremy Wotherspoon was wederom de sterkste op de 500 meter en reed het baanrecord naar 34,55.
| A-divisie | A-divisie           | A-divisie | A-divisie |
| rang      | schaatser           | tijd      | punten    |
| --------- | ------------------- | --------- | --------- |
| Goud      | Jeremy Wotherspoon  | 34,55 BR  | 100       |
| Zilver    | Keiichiro Nagashima | 34,74     | 80        |
| Brons     | Pekka Koskela       | 34,77     | 70        |
| 4         | Mun Joon            | 34,81     | 60        |
| 5         | Dmitri Lobkov       | 34,82     | 50        |
| 6         | Lee Kyou-hyuk       | 34,92     | 45        |
| 7         | Mika Poutala        | 34,99     | 40        |
| 8         | Simon Kuipers       | 35,00     | 36        |
| 9         | Lee Kang-seok       | 35,02     | 32        |
| 9         | Kip Carpenter       | 35,02     | 32        |
| 11        | Jan Smeekens        | 35,06     | 24        |
| 12        | Lee Ki-Ho           | 35,08     | 21        |
| 13        | Vincent Labrie      | 35,22     | 18        |
| 14        | Tucker Fredricks    | 35,31     | 16        |
| 15        | Joji Kato           | 35,32     | 14        |
| 16        | Denny Morrison      | 35,39     | 12        |
| 17        | Maciej Ustynowicz   | 35,54     | 10        |
| 18        | Tadashi Obara       | 35,62     | 8         |
| 19        | Dag-Erik Kleven     | 35,69     | 6         |
| 20        | Tuomas Nieminen     | 35,86     | 5         |

| B-divisie | B-divisie                 | B-divisie | B-divisie |
| rang      | schaatser                 | tijd      | punten    |
| --------- | ------------------------- | --------- | --------- |
| 1         | Jacques de Koning         | 34,90 PR  | 25        |
| 2         | Lars Elgersma             | 35,44 PR  | 19        |
| 3         | Aleksey Yesin             | 35,71     | 15        |
| 4         | Pasi Koskela              | 35,73     | 11        |
| 5         | Mark Nielsen              | 35,74     | 8         |
| 6         | Jamie Gregg               | 35,78     | 6         |
| 7         | Chris Needham             | 35,91     | 4         |
| 8         | Nico Ihle                 | 35,94     | 2         |
| 9         | Mike Blumel               | 35,95 PR  | 1         |
| 10        | Artur Waś                 | 36,07     | 0         |
| 11        | Frank Steiner             | 36,22     | 0         |
| 12        | Beorn Nijenhuis           | 36,34     | 0         |
| 13        | Aleksej Prosjin           | 36,42     | 0         |
| 14        | Patrick Wirth             | 36,51     | 0         |
| 15        | Tyler Goff                | 36,57     | 0         |
| 16        | Aleksej Zjigin            | 36,65     | 0         |
| 17        | Christoffer Fagerli Rukke | 36,74     | 0         |
| 18        | Vladimir Sjerstjuk        | 36,94     | 0         |
| 19        | Aleksandr Komar           | 37,32     | 0         |
| 20        | José Ignacio Fazio        | 38,19     | 0         |
| 21        | Takaharu Nakajima         | 38,60     | 0         |
| 22        | Vitalij Michajlov         | DQ        | 0         |

### 2e 500 meter
Wotherspoon won ook de tweede 500 meter, waarin hij wederom het baanrecord aanscherpte.
| A-divisie | A-divisie           | A-divisie | A-divisie |
| rang      | schaatser           | tijd      | punten    |
| --------- | ------------------- | --------- | --------- |
| Goud      | Jeremy Wotherspoon  | 34,31 BR  | 100       |
| Zilver    | Mun Joon            | 34,75     | 80        |
| Brons     | Mika Poutala        | 34,88     | 70        |
| 4         | Lee Ki-Ho           | 34,92     | 60        |
| 5         | Lee Kang-seok       | 34,95     | 50        |
| 6         | Keiichiro Nagashima | 34,96     | 45        |
| 7         | Kip Carpenter       | 35,06     | 40        |
| 8         | Jan Smeekens        | 35,07     | 36        |
| 8         | Dmitri Lobkov       | 35,07     | 36        |
| 10        | Tucker Fredricks    | 35,08     | 28        |
| 11        | Lee Kyou-hyuk       | 35,09     | 24        |
| 12        | Joji Kato           | 35,12     | 21        |
| 13        | Vincent Labrie      | 35,21     | 18        |
| 14        | Maciej Ustynowicz   | 35,25     | 16        |
| 14        | Simon Kuipers       | 35,25     | 16        |
| 16        | Denny Morrison      | 35,29     | 12        |
| 17        | Jan Bos             | 35,40     | 10        |
| 18        | Tadashi Obara       | 35,62     | 8         |
| 19        | Tuomas Nieminen     | 35,90     | 6         |
| 20        | Dag-Erik Kleven     | 35,92     | 5         |
| 21        | Pekka Koskela       | DNS       | 0         |

| B-divisie | B-divisie          | B-divisie | B-divisie |
| rang      | schaatser          | tijd      | punten    |
| --------- | ------------------ | --------- | --------- |
| 1         | Jacques de Koning  | 35,16     | 25        |
| 2         | Lars Elgersma      | 35,28 PR  | 19        |
| 3         | Mark Nielsen       | 35,43     | 15        |
| 3         | Jamie Gregg        | 35,43     | 15        |
| 5         | Pasi Koskela       | 35,46 PR  | 8         |
| 6         | Aleksey Yesin      | 35,69     | 6         |
| 7         | Nico Ihle          | 35,97     | 4         |
| 8         | Chris Needham      | 36,00     | 2         |
| 9         | Tyler Goff         | 36,10     | 1         |
| 10        | Ivan Skobrev       | 36,11     | 0         |
| 11        | Frank Steiner      | 36,17     | 0         |
| 12        | Mike Blumel        | 36,28     | 0         |
| 13        | Aleksej Prosjin    | 36,42     | 0         |
| 14        | Vladimir Sjerstjuk | 36,53     | 0         |
| 15        | Artur Waś          | 36,70     | 0         |
| 16        | Aleksandr Komar    | 37,54     | 0         |
| 17        | José Ignacio Fazio | 38,32     | 0         |
| 18        | Sergey Zhigalko    | 38,45     | 0         |
| 19        | Aleksandr Lebedev  | DQ        | 0         |
| 19        | Patrick Wirth      | DQ        | 0         |

### 1000 meter
De 1000 meter was de enige afstand waar er dit weekend geen baanrecord werd verbroken. Jeremy Wotherspoon was de eerste favoriet die startte. Wotherspoon had een zeer snelle start met een opening van 16,17 en een rondje van 40,85, zijn laatste ronde was echter wat minder waardoor hij finishte in een tijd van 1.08,59, de beste tijd tot dan toe. De volgende rit reed Simon Kuipers, met een langzamere start, maar met een zeer snel slot, 0,01 seconde onder de tijd van Wotherspoon. In de laatste rit reet Denny Morrison weer 0,01 seconde onder de tijd van Kuipers, waarmee hij deze wereldbeker won.
| A-divisie | A-divisie          | A-divisie  | A-divisie |
| rang      | schaatser          | tijd       | punten    |
| --------- | ------------------ | ---------- | --------- |
| Goud      | Denny Morrison     | 1.08,57    | 100       |
| Zilver    | Simon Kuipers      | 1.08,58    | 80        |
| Brons     | Jeremy Wotherspoon | 1.08,59    | 70        |
| 4         | Mun Joon           | 1.08,69    | 60        |
| 5         | Mika Poutala       | 1.08,92    | 50        |
| 6         | Lee Kyou-hyuk      | 1.08,96    | 45        |
| 7         | Erben Wennemars    | 1.09,15    | 40        |
| 8         | Jevgeni Lalenkov   | 1.09,20    | 36        |
| 9         | Dag-Erik Kleven    | 1.09,37 PR | 32        |
| 10        | Jan Bos            | 1.09,51    | 28        |
| 11        | Kip Carpenter      | 1.09,70    | 24        |
| 12        | Dmitri Lobkov      | 1.09,71    | 21        |
| 13        | Lee Ki-Ho          | 1.09,78    | 18        |
| 14        | Remco Olde Heuvel  | 1.10,05    | 16        |
| 15        | Samuel Schwarz     | 1.10,18    | 14        |
| 16        | Maciej Ustynowicz  | 1.10,29    | 12        |
| 17        | Aleksey Yesin      | 1.10,48    | 10        |
| 18        | Lee Kang-seok      | 1.10,49    | 8         |
| 19        | Stefan Heythausen  | 1.11,11    | 6         |
| 20        | Pasi Koskela       | 1.11,49    | 5         |

| B-divisie | B-divisie                 | B-divisie  | B-divisie |
| rang      | schaatser                 | tijd       | punten    |
| --------- | ------------------------- | ---------- | --------- |
| 1         | Lars Elgersma             | 1.09,06 PR | 25        |
| 2         | Konrad Niedźwiedzki       | 1.10,05    | 19        |
| 3         | Tucker Fredricks          | 1.10,42    | 15        |
| 4         | Nick Pearson              | 1.10,53    | 11        |
| 5         | Tadashi Obara             | 1.10,94    | 8         |
| 6         | Philippe Riopel           | 1.10,99    | 6         |
| 7         | Aleksandr Lebedev         | 1.11,05    | 4         |
| 8         | Tuomas Nieminen           | 1.11,10    | 2         |
| 9         | Tyler Goff                | 1.11,22    | 1         |
| 10        | Vincent Labrie            | 1.11,31    | 0         |
| 11        | Christoffer Fagerli Rukke | 1.11,41    | 0         |
| 12        | Aleksej Prosjin           | 1.11,57    | 0         |
| 13        | Matthew Mclean            | 1.11,67    | 0         |
| 14        | Nico Ihle                 | 1.11,71    | 0         |
| 14        | Chris Needham             | 1.11,71    | 0         |
| 16        | Vitalij Michajlov         | 1.11,80    | 0         |
| 17        | Aleksej Zjigin            | 1.11,83    | 0         |
| 18        | Vladimir Sjerstjuk        | 1.11,92    | 0         |
| 19        | Risto Rosendahl           | 1.12,05    | 0         |
| 20        | Frank Steiner             | 1.12,22    | 0         |
| 21        | Aleksandr Komar           | 1.13,02    | 0         |
| 22        | Takaharu Nakajima         | 1.13,45    | 0         |
| 23        | Robert Kustra             | 1.13,90 PR | 0         |
| 24        | José Ignacio Fazio        | 1.15,94    | 0         |

### 1500 meter
Op de 1500 meter zette Sven Kramer, die de vorige wereldbeker in Heerenveen op deze afstand won, een sterke tijd van 1.44,75 neer, zelfs sneller dan in Heerenveen. Simon Kuipers reed, dankzij een snellere opening, 0,01 seconde onder deze tijd, dat was genoeg voor de overwinning.
| A-divisie | A-divisie                 | A-divisie  | A-divisie |
| rang      | schaatser                 | tijd       | punten    |
| --------- | ------------------------- | ---------- | --------- |
| Goud      | Simon Kuipers             | 1.44,74 BR | 100       |
| Zilver    | Sven Kramer               | 1.44,75    | 80        |
| Brons     | Denny Morrison            | 1.44,82    | 70        |
| 4         | Håvard Bøkko              | 1.45,23    | 60        |
| 5         | Mark Tuitert              | 1.45,32    | 50        |
| 6         | Erben Wennemars           | 1.45,64    | 45        |
| 7         | Jevgeni Lalenkov          | 1.45,68    | 40        |
| 8         | Chad Hedrick              | 1.45,73    | 36        |
| 9         | Konrad Niedźwiedzki       | 1.46,09    | 32        |
| 10        | Ivan Skobrev              | 1.46,82    | 28        |
| 11        | Lucas Makowsky            | 1.46,91    | 24        |
| 12        | Mikael Flygind-Larsen     | 1.47,33    | 21        |
| 13        | Steven Elm                | 1.47,37    | 18        |
| 14        | Samuel Schwarz            | 1.47,71    | 16        |
| 15        | Robert Lehmann            | 1.48,15    | 14        |
| 16        | Christoffer Fagerli Rukke | 1.48,29    | 12        |
| 17        | Stefan Heythausen         | 1.48,58    | 10        |
| 18        | Dmitri Babenko            | 1.48,73    | 8         |
| 19        | Risto Rosendahl           | 1.48,86    | 6         |
| 20        | Aleksandr Lebedev         | 1.49,56    | 5         |

| B-divisie | B-divisie              | B-divisie  | B-divisie |
| rang      | schaatser              | tijd       | punten    |
| --------- | ---------------------- | ---------- | --------- |
| 1         | Wouter Olde Heuvel     | 1.46,01 PR | 25        |
| 2         | Jay Morrison           | 1.47,76    | 19        |
| 3         | Sverre Haugli          | 1.48,92    | 15        |
| 4         | Henrik Christiansen    | 1.49,00    | 11        |
| 5         | Tobias Schneider       | 1.49,20    | 8         |
| 6         | Jan Friesinger         | 1.49,25    | 6         |
| 7         | Justin Warsylewicz     | 1.49,27    | 4         |
| 8         | Teruhiro Sugimori      | 1.49,66    | 2         |
| 9         | Johan Röjler           | 1.50,17    | 1         |
| 10        | Nick Pearson           | 1.50,36    | 0         |
| 11        | Mike Blumel            | 1.50,39    | 0         |
| 12        | Justin Stelly          | 1.50,74    | 0         |
| 13        | Hiroki Hirako          | 1.50,77    | 0         |
| 14        | Vitalij Michajlov      | 1.50,88    | 0         |
| 15        | Jarmo Valtonen         | 1.50,90    | 0         |
| 16        | Pascal Briand          | 1.51,05    | 0         |
| 17        | Shigeyuki Dejima       | 1.51,10    | 0         |
| 18        | Aleksej Zjigin         | 1.51,37    | 0         |
| 19        | Sebastian Druszkiewicz | 1.51,60    | 0         |
| 20        | Shingo Hashibami       | 1.51,78    | 0         |
| 21        | Robert Kustra          | 1.52,25    | 0         |
| 22        | Artjom Beloesov        | 1.52,56    | 0         |
| 23        | Takaharu Nakajima      | 1.53,31    | 0         |
| 24        | Sergey Zhigalko        | 1.56,15    | 0         |
| 25        | Martin Hänggi          | 1.56,59    | 0         |
| 26        | Asier Peña Iturria     | 1.59,31    | 0         |
| 27        | José Ignacio Fazio     | 2.00,82    | 0         |

### 10.000 meter
| A-divisie | A-divisie            | A-divisie   | A-divisie |
| rang      | schaatser            | tijd        | punten    |
| --------- | -------------------- | ----------- | --------- |
| Goud      | Håvard Bøkko         | 13.09,61 BR | 100       |
| Zilver    | Chad Hedrick         | 13.11,20    | 80        |
| Brons     | Bob de Jong          | 13.12,71    | 70        |
| 4         | Øystein Grødum       | 13.24,99    | 60        |
| 5         | Marco Weber          | 13.33,06    | 50        |
| 6         | Justin Warsylewicz   | 13.34,55    | 45        |
| 7         | Sverre Haugli        | 13.35,10    | 40        |
| 8         | Hiroki Hirako        | 13.39,73    | 35        |
| 9         | Odd Bohlin Borgersen | 13.40,46    | 30        |
| 10        | Dmitri Babenko       | 13.56,26    | 25        |
| 11        | Carl Verheijen       | DNF         | 0         |

| B-divisie | B-divisie           | B-divisie   | B-divisie |
| rang      | schaatser           | tijd        | punten    |
| --------- | ------------------- | ----------- | --------- |
| 1         | Mark Ooijevaar      | 13.12,60 PR | 35        |
| 2         | Brigt Rykkje        | 13.28,43    | 30        |
| 3         | Henrik Christiansen | 13.33,40    | 25        |
| 4         | Robert Lehmann      | 13.38,32    | 21        |
| 5         | Artjom Beloesov     | 13.44,00    | 18        |
| 6         | Steven Elm          | 13.44,40    | 15        |
| 7         | Justin Stelly       | 13.46,32    | 13        |
| 8         | Roger Schneider     | 13.46,40    | 11        |
| 9         | Lucas Makowsky      | 13.47,11    | 10        |
| 10        | Shigeyuki Dejima    | 13.48,00    | 9         |
| 11        | Teppei Mori         | 13.48,65    | 8         |
| 12        | Johan Röjler        | 13.49,28    | 7         |
| 13        | Sławomir Chmura     | 13.50,37    | 6         |
| 14        | Moritz Geisreiter   | 13.55,76 PR | 5         |
| 15        | Ryan Bedford        | 13.58,46    | 4         |
| 16        | Masashi Michishita  | 14.00,93 PR | 3         |
| 17        | Jay Morrison        | 14.05,81    | 2         |
| 18        | Shingo Hashibami    | 14.06,65 PR | 1         |
| 19        | Veit Dubiel         | 14.11,79 PR | 0         |
| 20        | Pascal Briand       | 14.17,47    | 0         |
| 21        | Peter Martel        | 14.19,58    | 0         |
| 22        | Kris Schildermans   | 14.20,94    | 0         |
| 23        | Jan Caflisch        | 14.33,94    | 0         |
| 24        | Asier Peña Iturria  | 14.35,06 NR | 0         |

## Vrouwen

### 1e 500 meter
Wereldkampioene sprint Jenny Wolf toonde weer haar superioriteit op de 500 meter en schaatste met haar 37,52 de snelste tijd ooit gereden in Europa.
| A-divisie | A-divisie            | A-divisie | A-divisie |
| rang      | schaatsster          | tijd      | punten    |
| --------- | -------------------- | --------- | --------- |
| Goud      | Jenny Wolf           | 37,52 BR  | 100       |
| Zilver    | Lee Sang-hwa         | 38,07     | 80        |
| Brons     | Marianne Timmer      | 38,23     | 70        |
| 4         | Shannon Rempel       | 38,49     | 60        |
| 5         | Pamela Zoellner      | 38,58     | 50        |
| 6         | Heike Hartmann       | 38,59     | 45        |
| 7         | Svetlana Kajkan      | 38,62     | 40        |
| 8         | Sayuri Yoshii        | 38,66     | 36        |
| 9         | Annette Gerritsen    | 38,73     | 32        |
| 10        | Joelia Nemaja        | 38,83     | 28        |
| 11        | Bo-Ra Lee            | 38,89     | 24        |
| 12        | Svetlana Radkevitsj  | 38,93     | 21        |
| 13        | Shihomi Shinya       | 38,95     | 18        |
| 14        | Sayuri Osuga         | 39,07     | 16        |
| 14        | Christine Nesbitt    | 39,07     | 16        |
| 16        | Elli Ochowicz        | 39,16     | 12        |
| 17        | Natasja Bruintjes    | 39,26     | 10        |
| 18        | Nao Kodaira          | 39,28     | 8         |
| 19        | Danielle Wotherspoon | 39,70     | 6         |
| 20        | Cindy Klassen        | 39,72     | 5         |

| B-divisie | B-divisie            | B-divisie | B-divisie |
| rang      | schaatsster          | tijd      | punten    |
| --------- | -------------------- | --------- | --------- |
| 1         | Ireen Wüst           | 39,15     | 25        |
| 2         | Monique Angermüller  | 39,22     | 19        |
| 3         | Jekaterina Malysjeva | 39,47     | 15        |
| 4         | Tamara Oudenaarden   | 39,50     | 11        |
| 5         | Jekaterina Abramova  | 39,53     | 8         |
| 6         | Ingeborg Kroon       | 39,56 PR  | 6         |
| 7         | Daniela Anschütz     | 39,58     | 4         |
| 8         | Heather Richardson   | 39,80     | 2         |
| 9         | Paulina Wallin       | 39,89     | 1         |
| 10        | Lauren Cholewinski   | 40,19     | 0         |
| 11        | Anna Badayeva        | 40,49     | 0         |
| 12        | Bianca Anghel        | 40,67     | 0         |
| 13        | Joelija Jasenok      | 40,90     | 0         |
| 14        | Claudia Wallin       | 41,23     | 0         |
| 15        | Maren Haugli         | 41,49     | 0         |

### 2e 500 meter
Op zaterdag presteerde Wolf het om de tweede 500 meter te winnen in dezelfde tijd als vrijdag. Annette Gerritsen nam de vrijdag behaalde plek van Timmer in en werd derde.
| A-divisie | A-divisie            | A-divisie | A-divisie |
| rang      | schaatsster          | tijd      | punten    |
| --------- | -------------------- | --------- | --------- |
| Goud      | Jenny Wolf           | 37,52     | 100       |
| Zilver    | Lee Sang-hwa         | 38,19     | 80        |
| Brons     | Annette Gerritsen    | 38,33     | 70        |
| 4         | Marianne Timmer      | 38,44     | 60        |
| 5         | Svetlana Kajkan      | 38,55     | 50        |
| 6         | Joelia Nemaja        | 38,58     | 45        |
| 7         | Shannon Rempel       | 38,63     | 40        |
| 8         | Pamela Zoellner      | 38,80     | 36        |
| 9         | Bo-Ra Lee            | 38,81     | 32        |
| 10        | Heike Hartmann       | 38,83     | 28        |
| 11        | Sayuri Yoshii        | 38,90     | 24        |
| 12        | Svetlana Radkevitsj  | 38,93     | 21        |
| 12        | Elli Ochowicz        | 38,93     | 21        |
| 14        | Shihomi Shinya       | 38,95     | 16        |
| 15        | Christine Nesbitt    | 39,03     | 14        |
| 15        | Sayuri Osuga         | 39,03     | 14        |
| 17        | Nao Kodaira          | 39,09     | 10        |
| 18        | Natasja Bruintjes    | 39,20 PR  | 8         |
| 19        | Danielle Wotherspoon | 39,46     | 6         |

| B-divisie | B-divisie            | B-divisie | B-divisie |
| rang      | schaatsster          | tijd      | punten    |
| --------- | -------------------- | --------- | --------- |
| 1         | Monique Angermüller  | 39,11     | 25        |
| 2         | Jekaterina Malysjeva | 39,17 PR  | 19        |
| 3         | Tamara Oudenaarden   | 39,36     | 15        |
| 4         | Jekaterina Abramova  | 39,42     | 11        |
| 5         | Jekaterina Lobysjeva | 39,43     | 8         |
| 6         | Ingeborg Kroon       | 39,65     | 6         |
| 7         | Ireen Wüst           | 39,69     | 4         |
| 8         | Heather Richardson   | 39,82     | 2         |
| 9         | Paulina Wallin       | 40,04     | 1         |
| 10        | Lauren Cholewinski   | 40,10     | 0         |
| 11        | Anna Badayeva        | 40,45     | 0         |
| 12        | Bianca Anghel        | 40,53     | 0         |
| 13        | Joelija Jasenok      | 40,73     | 0         |
| 14        | Claudia Wallin       | 40,83     | 0         |
| 15        | Maria Lamb           | 41,19     | 0         |
| 16        | Nicole Garrido       | 41,28     | 0         |

### 1000 meter
Anni Friesinger behaalde wederom de overwinning op de 1000 meter, en deed dat dit keer in een baanrecord. Ireen Wüst kon Friesinger's snelheid in de eerste paar rondjes niet evenaren en werd derde op 0,01 seconde achter Nesbitt
| A-divisie | A-divisie            | A-divisie  | A-divisie |
| rang      | schaatsster          | tijd       | punten    |
| --------- | -------------------- | ---------- | --------- |
| Goud      | Anni Friesinger      | 1.14,81 BR | 100       |
| Zilver    | Christine Nesbitt    | 1.15,84    | 80        |
| Brons     | Ireen Wüst           | 1.15,85    | 70        |
| 4         | Kristina Groves      | 1.16,29    | 60        |
| 5         | Paulien van Deutekom | 1.16,51    | 50        |
| 6         | Shannon Rempel       | 1.16,58    | 45        |
| 7         | Annette Gerritsen    | 1.16,67    | 40        |
| 8         | Marianne Timmer      | 1.16,88    | 36        |
| 9         | Cindy Klassen        | 1.17,01    | 32        |
| 10        | Pamela Zoellner      | 1.17,30    | 28        |
| 11        | Joelia Nemaja        | 1.17,95    | 24        |
| 12        | Monique Angermüller  | 1.18,31    | 21        |
| 13        | Sayuri Yoshii        | 1.18,42    | 18        |
| 14        | Elli Ochowicz        | 1.18,58    | 16        |
| 15        | Brittany Schussler   | 1.18,69    | 14        |
| 16        | Svetlana Kajkan      | 1.19,15    | 12        |
| 17        | Natalya Rybakova     | 1.19,16    | 10        |
| 18        | Bo-Ra Lee            | 1.19,25    | 8         |
| 19        | Heike Hartmann       | 1.19,57    | 6         |
| 20        | Shihomi Shinya       | 1.19,80    | 5         |

| B-divisie | B-divisie            | B-divisie | B-divisie |
| rang      | schaatsster          | tijd      | punten    |
| --------- | -------------------- | --------- | --------- |
| Goud      | Jekaterina Lobysjeva | 1.17,12   | 25        |
| Zilver    | Nao Kodaira          | 1.17,71   | 19        |
| Brons     | Katarzyna Wójcicka   | 1.18,15   | 15        |
| Brons     | Lee Sang-hwa         | 1.18,15   | 15        |
| Brons     | Jorien Voorhuis      | 1.18,15   | 15        |
| 6         | Svetlana Radkevitsj  | 1.18,42   | 6         |
| 7         | Yuliya Skokova       | 1.18,72   | 4         |
| 8         | Jekaterina Malysjeva | 1.19,18   | 2         |
| 9         | Bianca Anghel        | 1.19,83   | 1         |
| 10        | Heather Richardson   | 1.19,89   | 0         |
| 11        | Catherine Raney      | 1.20,06   | 0         |
| 12        | Karolina Ksyt        | 1.20,36   | 0         |
| 13        | Joelija Jasenok      | 1.21,15   | 0         |
| 14        | Daniela Oltean       | 1.21,25   | 0         |
| 15        | Lauren Cholewinski   | 1.23,14   | 0         |
| 16        | Anna Badayeva        | 1.23,46   | 0         |

### 1500 meter
Anni Friesinger nam geen deel aan de 1500 meter, maar desalniettemin was er een indrukwekkende overwinning van Ireen Wüst. Haar 1.54,64 was meer dan twee seconden sneller dan de tweede tijd, die van Paulien van Deutekom, die eerder al het baanrecord had verbeterd tot 1.56,84.
| A-divisie | A-divisie            | A-divisie  | A-divisie |
| rang      | schaatsster          | tijd       | punten    |
| --------- | -------------------- | ---------- | --------- |
| Goud      | Ireen Wüst           | 1.54,65 BR | 100       |
| Zilver    | Paulien van Deutekom | 1.56,84    | 80        |
| Brons     | Christine Nesbitt    | 1.57,14    | 70        |
| 4         | Kristina Groves      | 1.57,40    | 60        |
| 5         | Shannon Rempel       | 1.57,60    | 50        |
| 6         | Claudia Pechstein    | 1.57,64    | 45        |
| 7         | Daniela Anschütz     | 1.57,70    | 40        |
| 8         | Cindy Klassen        | 1.58,25    | 36        |
| 9         | Jorien Voorhuis      | 1.58,36    | 32        |
| 10        | Martina Sáblíková    | 1.58,64    | 28        |
| 11        | Maki Tabata          | 1.59,37    | 24        |
| 12        | Katrin Mattscherodt  | 1.59,43    | 21        |
| 13        | Diane Valkenburg     | 1.59,68    | 18        |
| 14        | Brittany Schussler   | 1.59,86    | 16        |
| 15        | Galina Lichatsjova   | 2.00,03    | 14        |
| 16        | Katarzyna Wójcicka   | 2.00,41    | 12        |
| 17        | Masako Hozumi        | 2.00,51    | 10        |
| 18        | Catherine Raney      | 2.01,51    | 8         |
| 19        | Hiromi Otsu          | 2.03,12    | 6         |
| 20        | Anna Rokita          | 2.04,14    | 5         |

| B-divisie | B-divisie               | B-divisie  | B-divisie |
| rang      | schaatsster             | tijd       | punten    |
| --------- | ----------------------- | ---------- | --------- |
| 1         | Jekaterina Abramova     | 1.59,97    | 25        |
| 2         | Monique Angermüller     | 2.00,83    | 19        |
| 3         | Alexandra Lipp          | 2.01,08 PR | 15        |
| 4         | Natalya Rybakova        | 2.01,18    | 11        |
| 5         | Bianca Anghel           | 2.01,55    | 8         |
| 6         | Yuliya Skokova          | 2.01,84    | 6         |
| 7         | Mari Hemmer             | 2.02,04    | 4         |
| 8         | Luiza Zlotkowska        | 2.02,38    | 2         |
| 9         | Maria Lamb              | 2.02,56    | 1         |
| 10        | Daniela Oltean          | 2.02,62    | 0         |
| 11        | Eriko Ishino            | 2.02,76    | 0         |
| 12        | Nancy Swider-Peltz, Jr. | 2.03,85    | 0         |
| 13        | Joelija Jasenok         | 2.04,19    | 0         |
| 14        | Anna Ringsred           | 2.04,86    | 0         |
| 15        | Svetlana Vysokova       | 2.04,90    | 0         |
| 16        | Karolina Ksyt           | 2.05,09    | 0         |
| 17        | Marita Johansson        | 2.05,27    | 0         |
| 18        | Jilleanne Rookard       | 2.07,71    | 0         |
| 19        | Nele Armée              | 2.09,91    | 0         |
| 20        | Maren Haugli            | DNS        | 0         |

### 5000 meter
Zoals elke 5000 meter dit seizoen werd ook deze gewonnen door Martina Sáblíková.
| A-divisie | A-divisie            | A-divisie  | A-divisie |
| rang      | schaatsster          | tijd       | punten    |
| --------- | -------------------- | ---------- | --------- |
| Goud      | Martina Sáblíková    | 6.51,83 BR | 100       |
| Zilver    | Claudia Pechstein    | 6.56,57    | 80        |
| Brons     | Clara Hughes         | 7.01,44    | 70        |
| 4         | Daniela Anschütz     | 7.02,94    | 60        |
| 5         | Kristina Groves      | 7.04,14    | 50        |
| 6         | Cindy Klassen        | 7.04,48    | 45        |
| 7         | Paulien van Deutekom | 7.05,96    | 40        |
| 8         | Diane Valkenburg     | 7.11,89    | 35        |
| 9         | Maren Haugli         | 7.13,24    | 30        |
| 10        | Catherine Raney      | 7.14,31    | 25        |
| 11        | Maki Tabata          | 7.19,13    | 20        |
| 12        | Katarzyna Wójcicka   | 7.22,63    | 15        |

| B-divisie | B-divisie               | B-divisie  | B-divisie |
| rang      | schaatsster             | tijd       | punten    |
| --------- | ----------------------- | ---------- | --------- |
| 1         | Eriko Ishino            | 7.07,39    | 35        |
| 2         | Elma de Vries           | 7.08,47    | 30        |
| 3         | Masako Hozumi           | 7.08,87 PR | 25        |
| 4         | Stephanie Beckert       | 7.09,34 PR | 21        |
| 5         | Katrin Mattscherodt     | 7.10,17    | 18        |
| 6         | Mari Hemmer             | 7.16,94    | 15        |
| 7         | Mireille Reitsma        | 7.17,78    | 13        |
| 8         | Anna Rokita             | 7.18,24    | 11        |
| 9         | Alexandra Lipp          | 7.18,64 PR | 10        |
| 10        | Nicole Garrido          | 7.21,96    | 9         |
| 11        | Luiza Zlotkowska        | 7.22,19 PR | 8         |
| 12        | Brittany Schussler      | 7.23,11    | 7         |
| 13        | Nancy Swider-Peltz, Jr. | 7.26,01 PR | 6         |
| 14        | Hiromi Otsu             | 7.26,26    | 5         |
| 15        | Cathrine Grage          | 7.26,53    | 4         |
| 16        | Svetlana Vysokova       | 7.27,28    | 3         |
| 17        | Daniela Oltean          | 7.30,21    | 2         |
| 18        | Marita Johansson        | 7.36,27    | 1         |
| 19        | Anna Ringsred           | 7.39,47    | 0         |
| 20        | Andrea Lazarescu        | 7.39,76    | 0         |
| 21        | Jilleanne Rookard       | 7.43,59    | 0         |
| 22        | Natalia Czerwonka       | 7.48,60 PR | 0         |
| 23        | Nele Armée              | 7.54,16 NR | 0         |